# Altair 8800
L'Altair 8800 è stato uno tra i primi microcomputer disponibili sul mercato. È stato sviluppato e commercializzato nel 1975 dalla Micro Instrumentation and Telemetry Systems (MITS), azienda con sede ad Albuquerque (Nuovo Messico, USA).
Sebbene non sia il primo microcomputer in commercio (il Micral N era già venduto, anche assemblato, dal 1973), è uno dei sistemi più significativi della rivoluzione informatica, grazie al suo successo notevole per l'epoca.
Il numero di gennaio 1975 della rivista Popular Electronics, presentando in copertina l'Altair 8800, diede inizio all'era dell'informatica per tutti. Prima di allora il termine "computer" era sinonimo di macchine grandi e costose che potevano permettersi solo le aziende.

## Storia
L'Altair 8800 fu progettato da Ed Roberts, fondatore della MITS, in collaborazione con Bill Yates. Si ispirò ai minicomputer Data General Nova e basò il progetto sul microprocessore Intel 8080, molto potente per l'epoca, ma abbastanza economico da tenere basso il costo del computer in kit di assemblaggio.
All'epoca la rivista statunitense Popular Electronics era la più diffusa al mondo nel settore degli appassionati di elettronica, e proponeva progetti per costruire apparecchi fai da te. La MITS aveva già proposto alla rivista un progetto di calcolatrice in kit, che finì in copertina e ciò ne fece impennare le vendite. L'avvento del microprocessore nei primi anni '70 evidenziò la possibilità di realizzare un computer in kit. Nel 1974 uno studente propose alla rivista il suo progetto del Mark-8, ma venne rifiutato; invece il Mark-8 venne pubblicato dalla rivista concorrente Radio-Electronics e destò interesse, sebbene senza successo commerciale. Sei mesi dopo, nel numero di gennaio 1975, Popular Electronics propose il più elegante Altair 8800, presentandolo come il "primo minicomputer in kit che può rivaleggiare con i modelli commerciali" (World's first minicomputer kit to rival commercial models...).
La rivista contiene un abbondante articolo e mostra una foto dell'Altair in copertina, tuttavia quest'ultima era in realtà un mockup, a causa della mancata consegna tramite corriere del vero modello funzionante.
La macchina era rudimentale, dotata in ingresso solo di una serie di interruttori e in uscita solo di una serie di LED, e inizialmente priva di ROM (all'avvio andava inserita a mano una sequenza di istruzioni generali). Tuttavia, grazie al suo costo relativamente basso, inferiore a 450 dollari nella versione in kit da montare, aprì la strada a una stagione di computer fai da te che portò a modelli più avanzati, come l'Apple I e i primi preassemblati come il Sol-20.
Nonostante i limiti dell'hardware, l'Altair introdusse una novità tecnica che poi guadagnò grande importanza, il bus S-100. Questo connettore multiplo al microprocessore dà flessibilità al sistema, consentendo di aggiungere nuove schede, anche progettate successivamente, anche da terzi. L'S-100 divenne uno dei primi standard informatici e il concetto è tuttora presente, con altri standard, nei PC.
L'Altair 8800 venne venduto come kit con un pannello frontale, una scheda per il microprocessore, 256 byte di RAM, una scheda con 4 porte di espansione e un alimentatore, il tutto a 439$. Una scheda di memoria da 1 kB di RAM era venduta a 176$ mentre quella da 4 kB a 264$; la scheda con l'interfaccia seriale a 124$ e quella per l'interfaccia parallela a 119$. Da abbinare al computer c'erano la telescrivente ASR-33, venduta a 1500$, e il terminale ADM-3A, a 795$ (in kit) oppure 895$ (assemblato)..
L'Altair 8800 non era per MITS il prodotto su cui fare guadagno: i veri profitti venivano fatti vendendo le schede aggiuntive. La società, nella sua newsletter mensile Computer Notes, presentò ad aprile oltre 15 schede di espansione differenti.
Quando la rivista uscì, il centralino di MITS fu preso d'assalto dalle telefonate, ben oltre le aspettative. A febbraio 1975 gli ordini ricevuti erano già 1 000 con tempi di attesa che arrivavano a due mesi. Ad agosto erano già stati spediti oltre 5 000 computer.
La foto su Popular Electronics fu notata anche da Bill Gates e Paul Allen che intravidero le potenzialità della macchina e contattarono Roberts per proporgli la commercializzazione di un interprete BASIC per l'Altair. L'accordo fu siglato e Gates ed Allen crearono la Micro-Soft, che in seguito sarebbe divenuta Microsoft, allo scopo di produrre e distribuire l'Altair BASIC. Nei primi anni di attività la Microsoft adattò questo linguaggio, ora noto come Microsoft BASIC, a moltissimi microcomputer dell'epoca.

## Caratteristiche tecniche

### Hardware
L'Altair 8800 è basato su un microprocessore Intel 8080, con 256 Byte di RAM, ed è dotato di un'interfaccia basata su interruttori. Agendo su di essi si può programmare in codice binario, mentre il risultato delle elaborazioni viene visualizzato tramite il lampeggio dei LED posti sul pannello frontale. Esso non era dotato di una ROM di boostrap nella versione base: l'avvio avveniva tramite una procedura manuale, che prevedeva l'input manuale di una sequenza di istruzioni tramite un sistema di interruttori posti sul caratteristico pannello frontale, che leggeva un nastro magnetico. Nonostante questi limiti, la macchina aveva possibilità di espansione tramite l'aggiunta di memorie esterne.
Poiché diverse parti elettroniche non erano ancora disponibili al momento della progettazione, e per risolvere i problemi di dimensione della scheda madre, fu necessario inventare un apposito connettore, oggi noto come bus: questa nuova struttura di trasferimento dati divenne in seguito uno standard, chiamato S-100. Con questo accorgimento fu possibile spostare parte della logica dalla scheda madre su altre schede, con cui comunicava tramite il bus.

### Software
Bill Gates e Paul Allen decisero di scrivere un linguaggio di programmazione da far funzionare nell'Altair. Il risultato fu una versione semplificata del BASIC chiamata Altair BASIC.

### Interfaccia utente
Il pannello frontale contiene 36 LED:
- 16 per il bus degli indirizzi
- 8 per i dati
- 8 per lo stato

I quattro LED rimanenti sono usati per visualizzare lo stato della CPU.
Inoltre c'è una serie di interruttori, per inserire gli indirizzi e i dati, oltre a un insieme di interruttori per il controllo del sistema.

### Altair 8800b
L'Altair 8800b è stata la seconda e unica revisione del computer. Messa in commercio nel mese di marzo del 1976, si differenzia dalla prima per un pannello frontale rivisitato, con nuove funzioni per poter accedere al registro accumulatore della CPU, e per una differente scheda madre, con 18 alloggiamenti per altrettante schede S-100. L'alimentatore è stato potenziato ed è stata adottata la CPU Intel 8080A al posto del modello 8080.

## Scelta del nome
Sulla scelta del nome esistono versioni discordanti, sebbene tutti concordino nel collegarlo alla stella Altair. Una versione sostiene che Les Solomon, editor di Popular Electronics quando la rivista introdusse l'Altair 8800, affidò la scelta del nome del computer alla figlia dodicenne, che si ispirò a un episodio di Star Trek visto quella sera, in cui veniva menzionata proprio la stella Altair. Solomon lo racconta personalmente in una sua memoria, ma il racconto è ritenuto non affidabile.
Un'altra versione, più comunemente accreditata, vuole che il nome sia stato deciso da John McVeigh della rivista Popular Electronics in una riunione con altri soci.
Secondo questa storia il computer fu proposto alla rivista come PE-8 (dalle iniziali di Popular Electronics e da 8 bit), ma il redattore associato Alexander Burawa lo trovò banale e propose di usare il nome di una stella, a sottolineare l'importanza della novità; il redattore tecnico McVeigh allora avrebbe scelto Altair.

## Galleria d'immagini

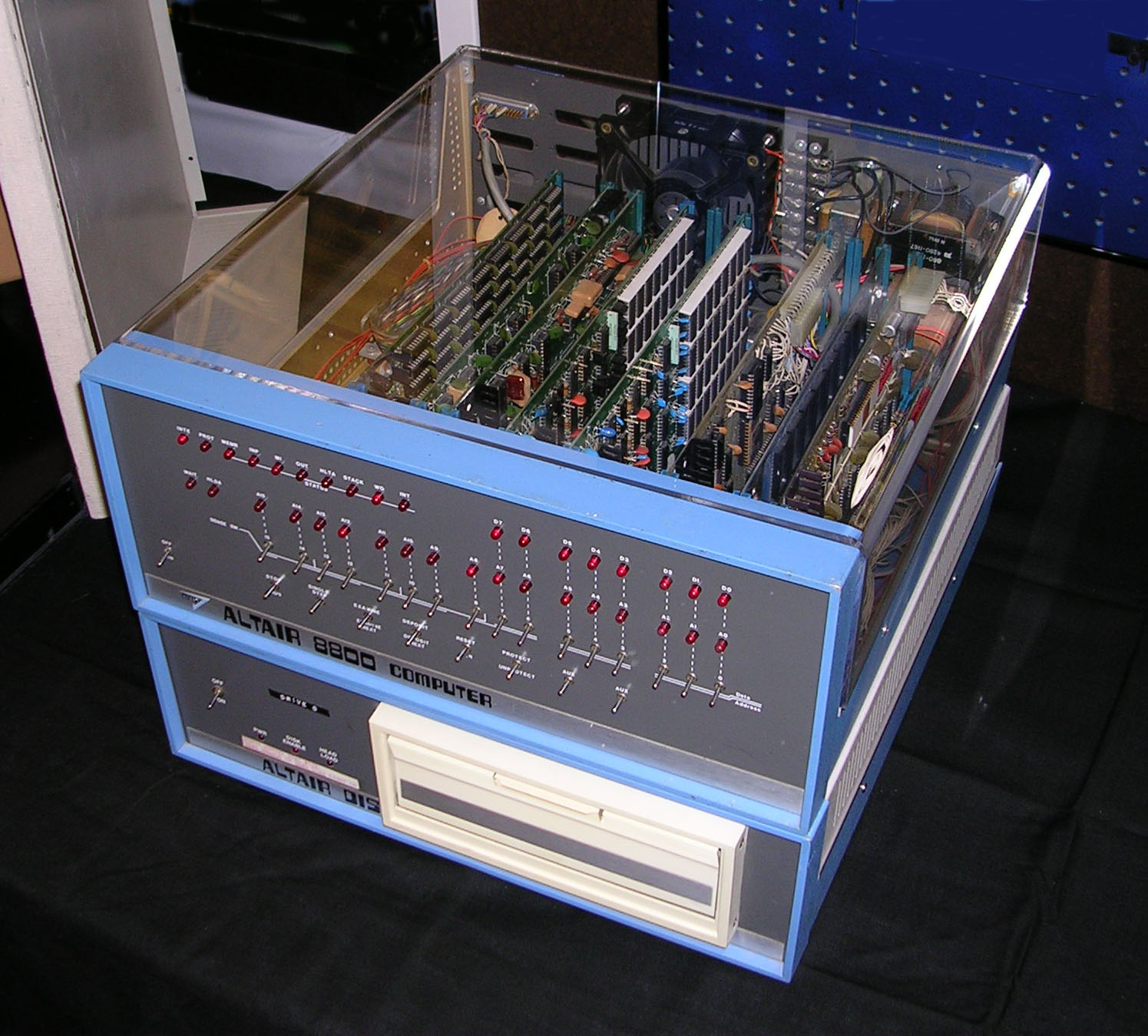
Un Altair 8800 con una unità per floppy "Altair Disk"
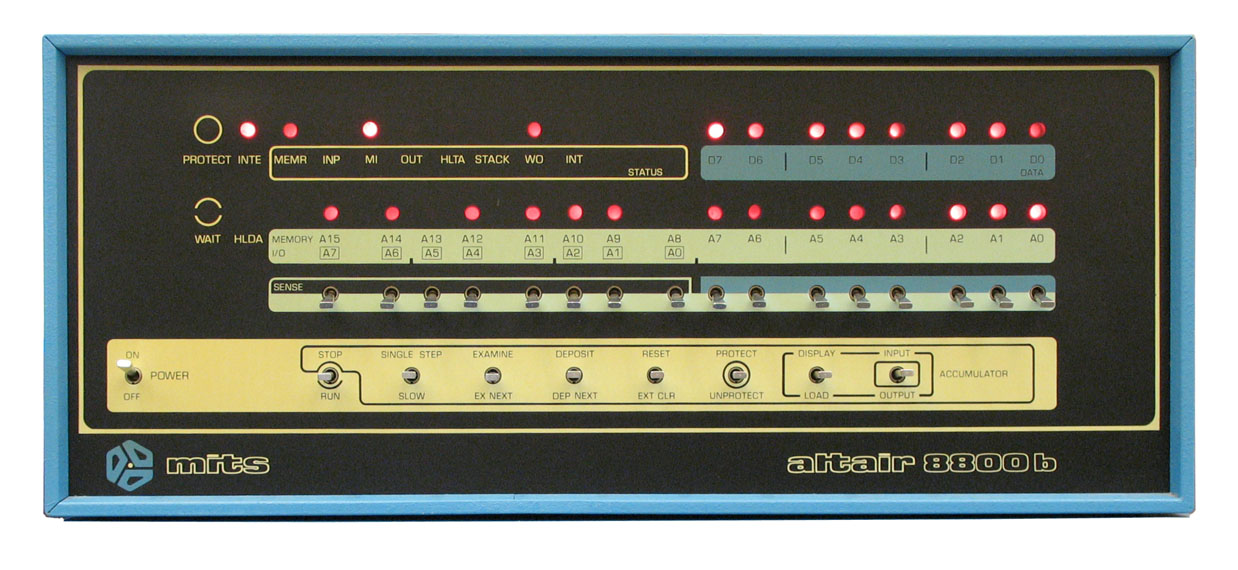
Pannello frontale dell'Altair 8800b, seconda versione del computer
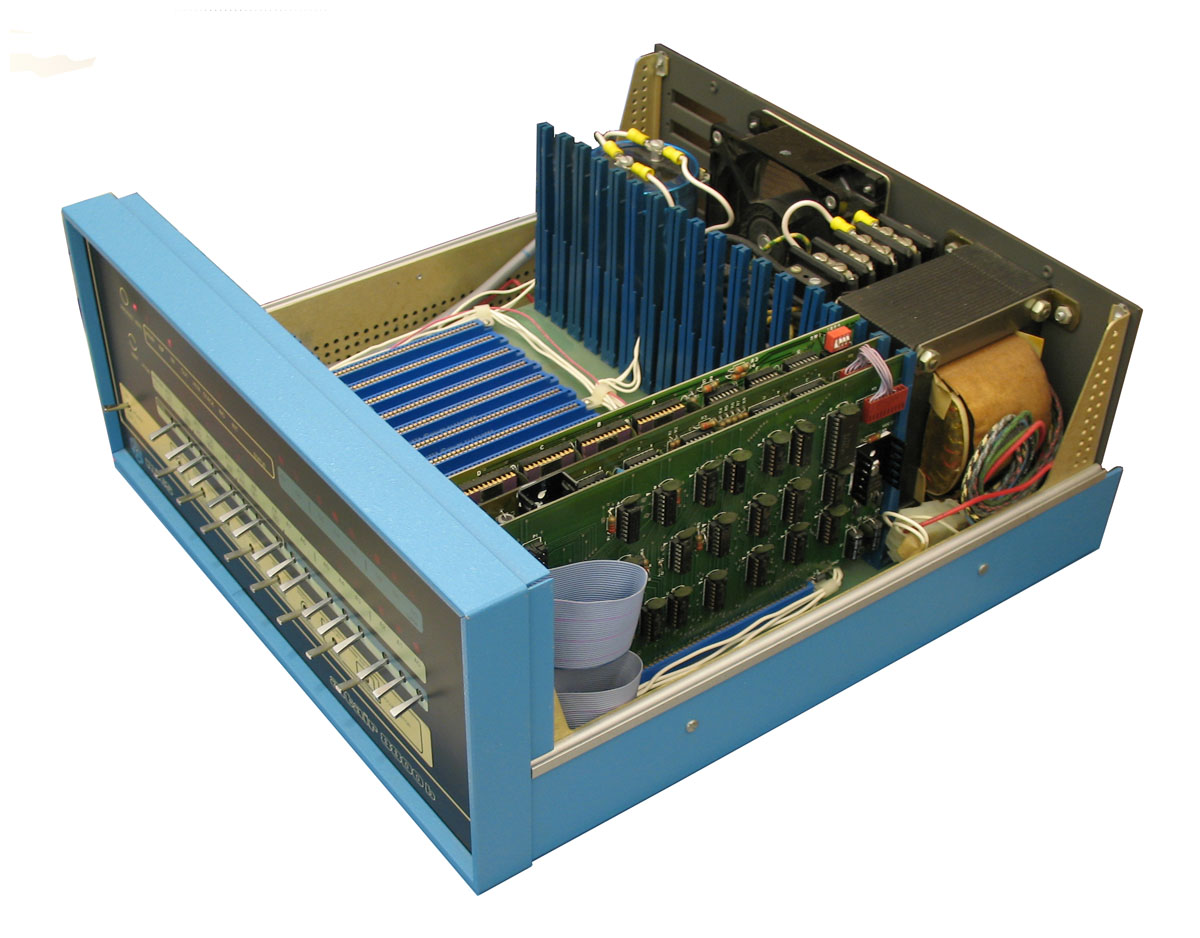
Vista interna dell'Altair 8800b, si notano i connettori S-100
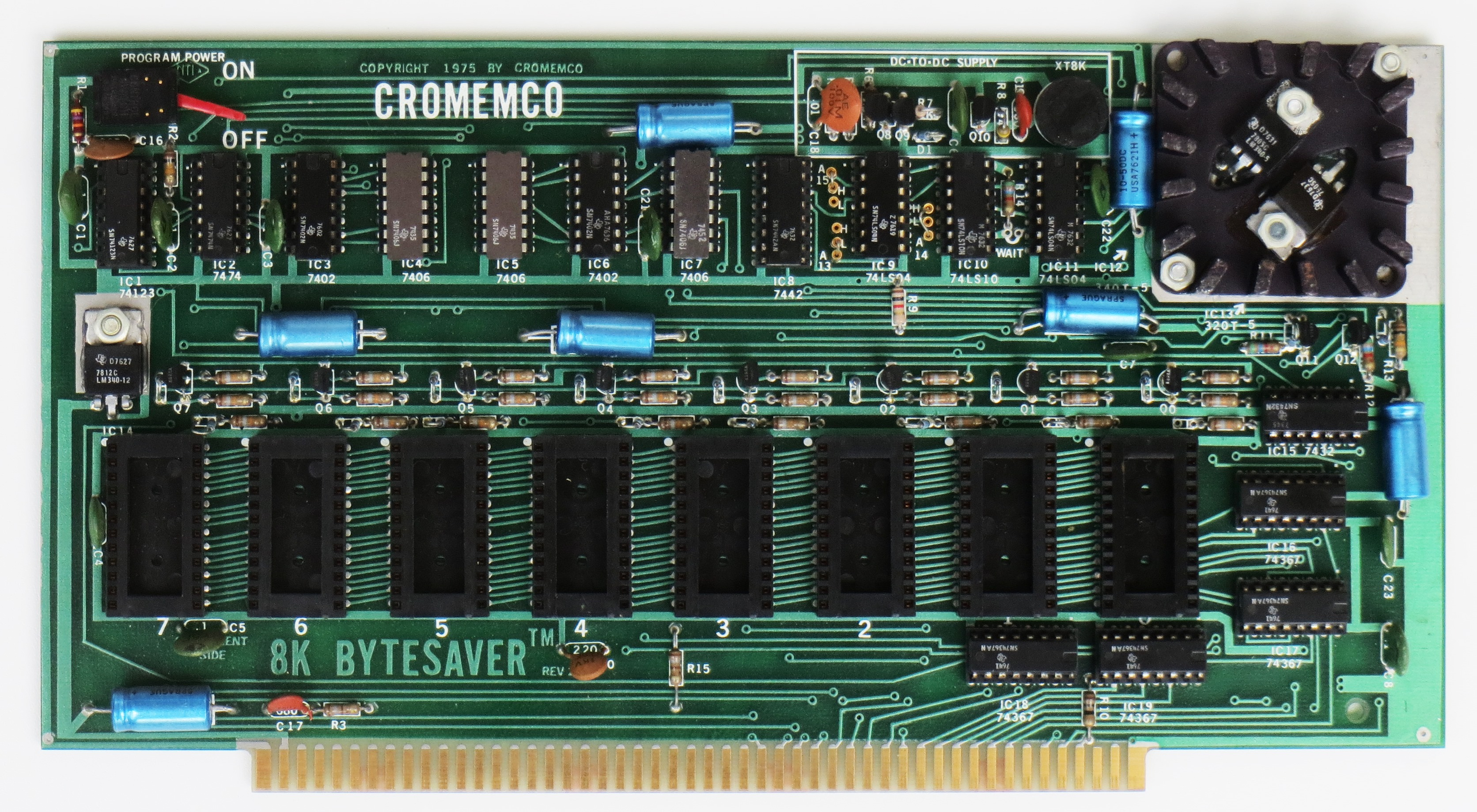
Scheda di memoria Cromemco 8K Bytesaver con connettore S-100
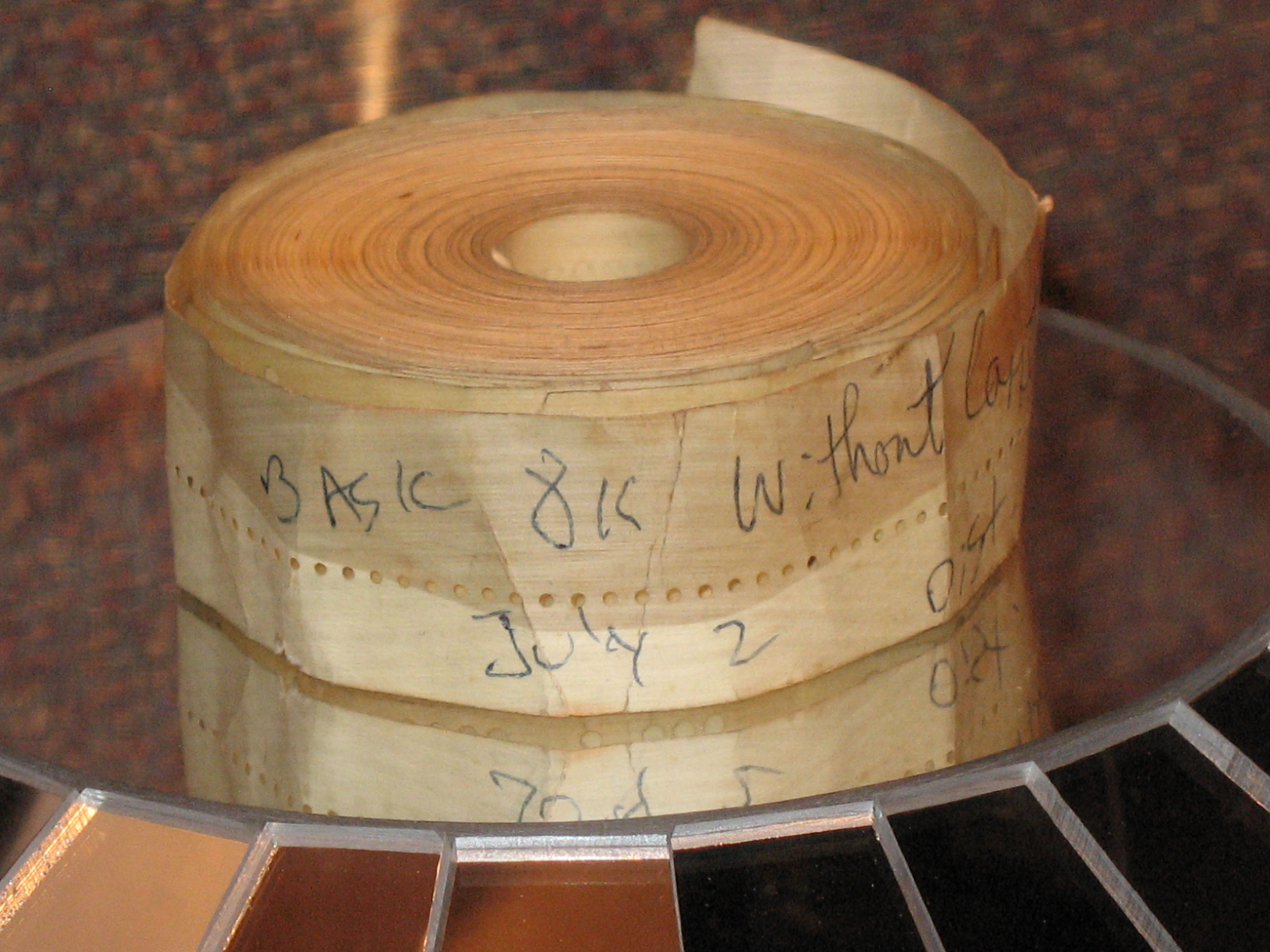
Copia originale dell'Altair BASIC 8K